# Mänsklig räknare

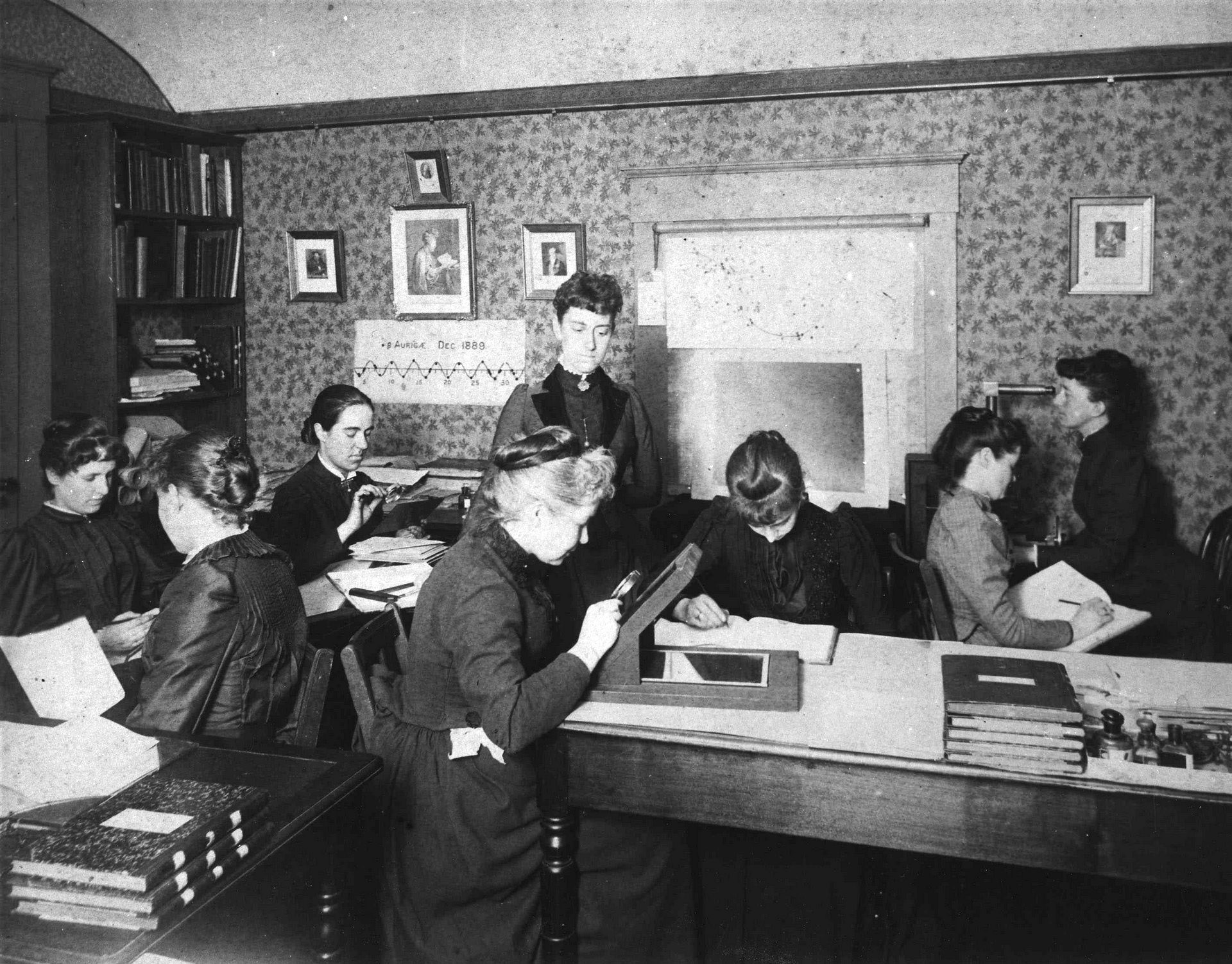
Tidigt foto av Harvardastronomen Edward Charles Pickering grupp av kvinnliga mänskliga räknare. Gruppen inkluderade Henrietta Swan Leavitt, Annie Jump Cannon, Williamina Fleming och Antonia Maury.

Räknare (engelska: computer), mänsklig (be)räknare, var tidigare ett förekommande yrke. Ordet användes från 1600-talet i varierande betydelse om alla som yrkesmässigt skötte räkning eller beräkningar (se även kalkylator). Sedan räknemaskiner och senare datorer kommit att ta över många av räknarnas tidigare arbetsuppgifter, har ordet kommit användas synonymt med miniräknare eller räknemaskin. Yrkestiteln har vid sidan av (mänsklig) räknare, även varit känd som (mänsklig) beräknare.
Inom matematisk beräkning av stora datamängder anställdes mänskliga räknare (fram till genombrottet för datortekniken i mitten av 1900-talet) ofta i hela arbetslag. De ägnade sig åt att genomföra långa och ofta koncentrationskrävande kalkyleringar; arbetet delades upp så att arbetet kunde utföras parallellt. Detta skedde bland annat inom den tidigare flygplansutvecklingen. Sedan tidigare var räknare en vanlig syssla inom astronomi.

## Användning

### Allmänt och lantmäteri
Räknare var en yrkesterm för matematiskt kunnigt folk som arbetade med räkning (eller beräkning). I svenska språket finns det belagt från 1745, för en person som arbetar med räkning. Det kunde på den tiden bland annat handla om att hålla räkning på antalet uppfordrade tunnor malm ur en gruva eller mängd säd vid räkning av tionde (även 1688 benämnt räknekarl). Det motsvarande engelska ordet computer dök upp redan i början av 1600-talet (första skrivna belägget från 1613).
Från 1500-talet användes det besläktade ordet räknemästare, i betydelsen "den som granskar räkenskaper" (se revisor).

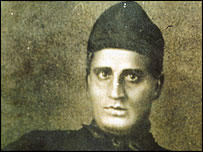
Den indiske matematikern Radhanath Sikdar arbetade som räknare när han upptäckte världens högsta berg.

Den indiske matematikern Radhanath Sikdar var anställd som räknare vid 1800-talets långvariga uppmätning av Indien. Sikdar var den som först upptäckte och beräknade höjden på världens högsta berg, vilket senare fick namnet Mount Everest.

### Astronomi
I slutet av 1800-talet kom ordet räknare (mänsklig räknare eller astronomisk beräknare) i bruk för människor som vid ett astronomiskt observatorium räknar, sammanställer och systematiserar en stor mängd observationer. Yrkestiteln astronomisk räknare fanns dock redan tidigare.

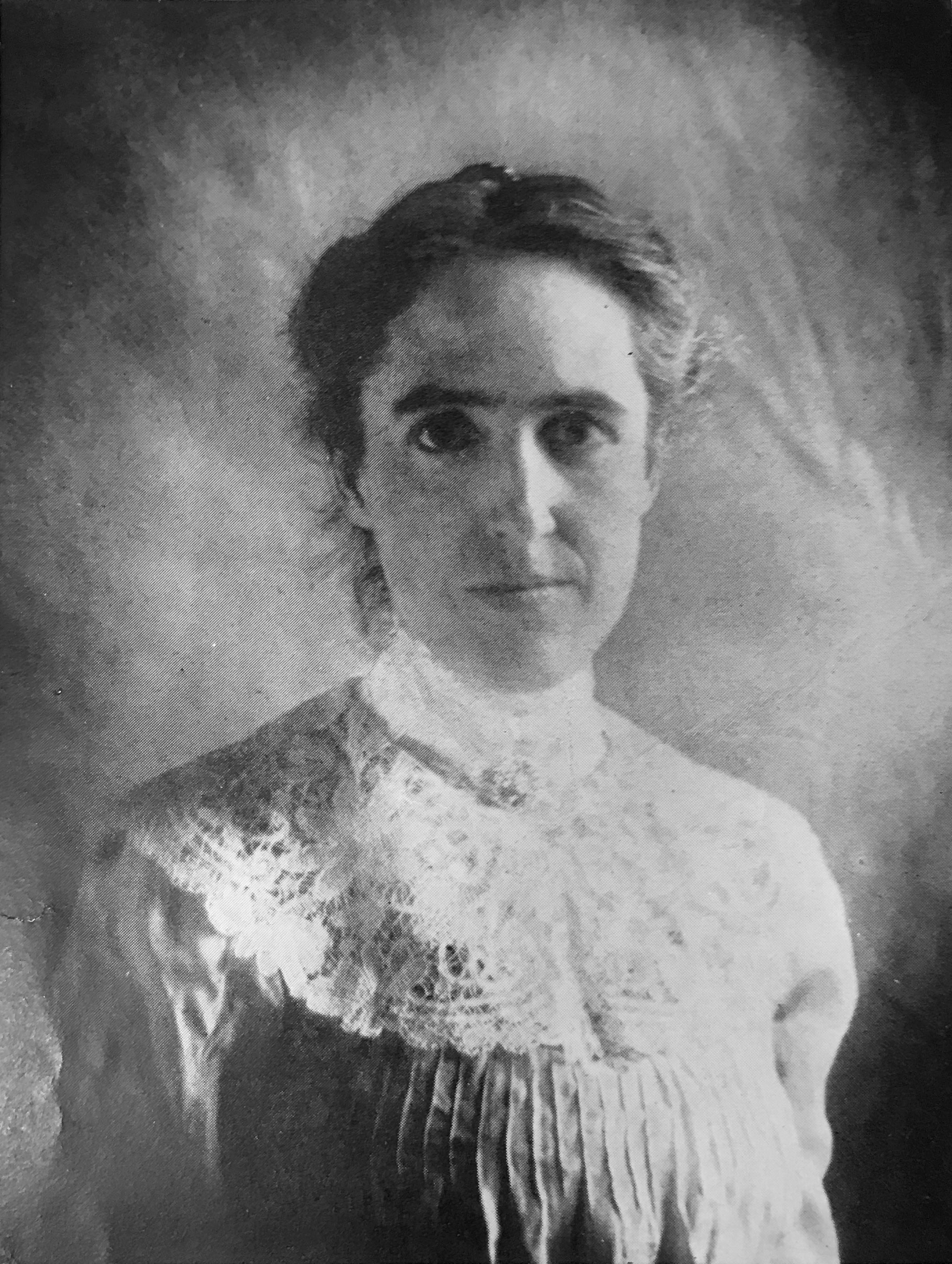
Henrietta Swan Leavitt kom under sitt arbete som räknare på en metod för att beräkna avståndet till mycket avlägsna himlakroppar.

Fransmannen Alexis Claude Clairaut (1713–1765) var kanske den förste som använde sig av metoden med arbetslag av samordnade räknare. Det skedde när han och två kollegor (Joseph Lalande och Nicole-Reine Lepaute) delade upp beräkningsarbetet för att bestämma Halleys komets återkomst. Räknare var för många män ett tillfälligt arbete (av typen räkneassistent eller -biträde), innan de gick vidare i yrkeskarriären.
För kvinnor var detta dock en stängd yrkesmöjlighet – ända fram till slutet av 1800-talet och Harvardobservatoriets Edward Charles Pickering. Många av de kvinnliga astronomerna från sent 1800- och tidigt 1900-tal var mänskliga räknare, av vilka den mest kända blev Henrietta Swan Leavitt. Kvinnliga räknare tjänade normalt hälften av en manlig räknares lön.
| ”                    | Den mänskliga räknaren förutsätts följa fastlagda regler; han ska inte på något sätt avvika från dem. | „ |
| – Alan Turing, 1950, | |   |

### Räknare under kriget, datorernas entré
Mänskliga räknare spelade en betydelsefull roll som del av USA:s krigsinsatser under andra världskriget. På grund av att så många män hade blivit inkallade, var en stor del av andra världskrigets räknare kvinnor (ofta med examen i matematik). De mänskliga räknarna deltog, med eller utan mekaniska hjälpmedel, i Manhattanprojektets utarbetande av tekniken kring nukleär fission.

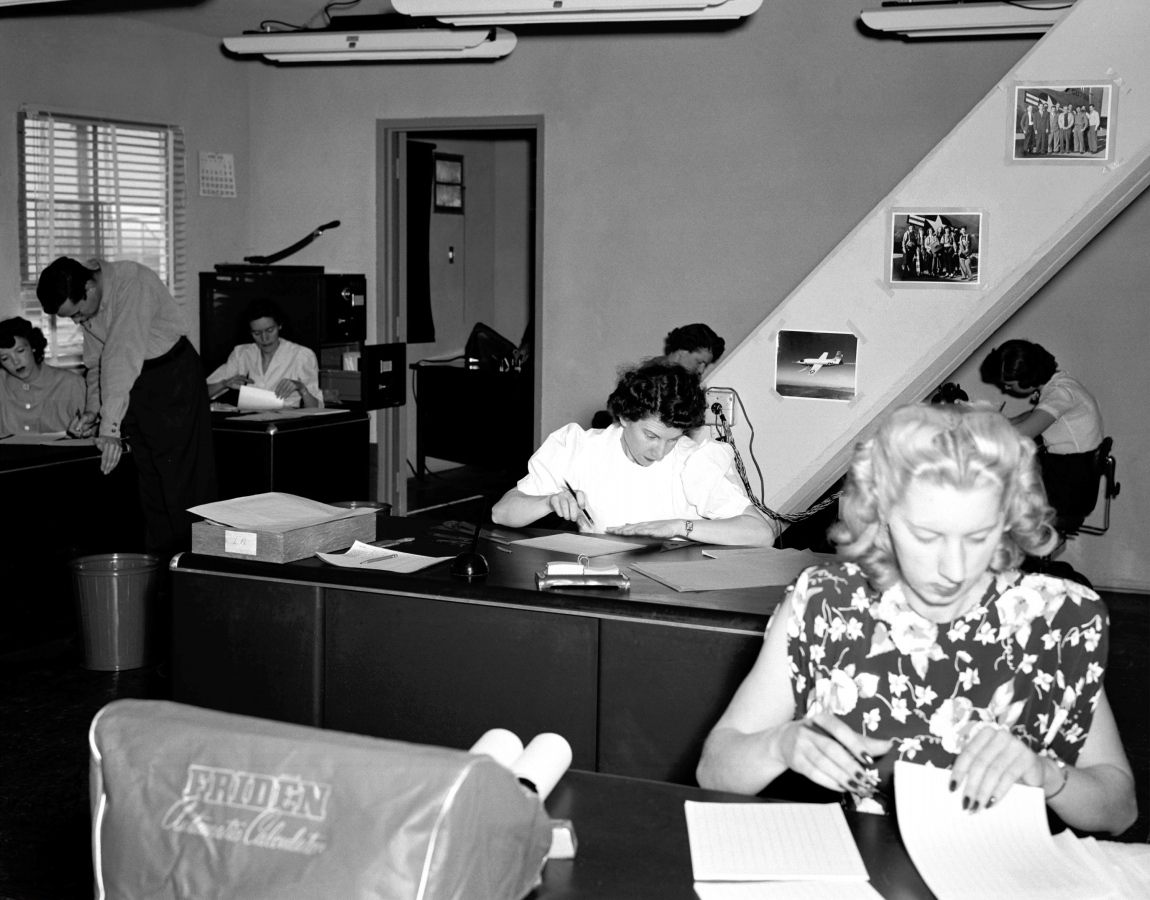
"Räknerummet" hos NACA:s anläggning för höghastighetstester (1949).

Sex av de ansvariga för arbetet under kriget med pionjärdatorn ENIAC hämtades från en arbetsgrupp med mänskliga (kvinnliga) räknare. Dessa, Jean Bartik, Kay McNulty, Betty Holberton, Marlyn Wescoff, Frances V. Spence och Ruth Teitelbaum, världens första yrkesverksamma programmerare, banade därefter väg för andra kvinnor inom datorrelaterade yrken.
Efter andra världskriget använde sig amerikanska NACA av mänskliga räknare i sin flygforskning. De översatte rådata från celluloidfilm och oscillografpapper, för att därefter – med hjälp av räknesticka och elektrisk räknemaskin – överföra det hela till grundläggande ingenjörsdata.

## Räknare som maskin
Användningen av ordet räknare i betydelsen "apparat (med räkneverk) som räknar eller beräknar", användes på svenska första gången 1885 (gällde då en varvräknare vid stickning).
Det motsvarande tyska ordet Rechner kom att användas både i betydelsen räknemaskin och dator. Även i andra europeiska språk har orden för 'räknare' eller kalkylator (engelska: computer; franska: ordinateur; spanska: calculadora) kommit att användas för räknemaskiner av olika slag.